# Masa solar

Comparación de varias estrellas con el Sol (punto gris a la izquierda). Se puede observar la órbita de Júpiter (en rojo) y la de Neptuno (azul).

La masa solar (M☉), es una unidad de medida utilizada en astronomía y astrofísica para medir comparativamente la masa de las estrellas y otros objetos astronómicos muy masivos como galaxias, equivale a un valor aproximado de 2 × 1030 kg. Equivale a 332 946 veces la masa de la Tierra ( ME ) y 1048 veces la masa de Júpiter ( MJ ). Específicamente M☉ = (1.98847 ± 0.00007) × 1030 kg.
Debido a que la Tierra tiene una órbita elíptica alrededor del Sol, la masa solar puede ser calculada a partir de la ecuación para el período orbital de un cuerpo masivo central. El periodo orbital {\displaystyle T} es
{\displaystyle T=2\pi {\sqrt {\frac {a^{3}}{\mu }}}},
donde:
- {\displaystyle a} es el semieje mayor de la órbita.
- {\displaystyle \mu =GM} es el parámetro gravitacional estándar, {\displaystyle G} es la constante gravitacional y {\displaystyle M} es la masa del objeto más masivo.

Considerada la duración del año, la distancia de la Tierra al Sol y la constante gravitacional (G), la masa del Sol viene dada por:
{\displaystyle M_{\odot }={\frac {4\pi ^{2}\times (1\,\mathrm {UA} )^{3}}{G\times (1\,\mathrm {a} )^{2}}}}.
El valor de G veces la masa de un objeto, denominado parámetro gravitacional estándar, es conocido en el Sol y varios planetas con una precisión mucho mayor que solo el solo el valor de G. Por ello, la masa solar se utiliza como la masa estándar en el sistema astronómico de unidades.

## Historia
El valor de la constante gravitacional se derivó de las mediciones que realizó Henry Cavendish en 1798 con un resorte de torsión. El valor que obtuvo difiere en 1 % del valor actual. La paralaje diurna del Sol se midió con precisión durante los tránsitos de Venus en 1761 y 1769, dio un valor de nueve segundos de arco, comparado con el valor actual de 1976 de 8.794148. El científico Isaac Newton fue el primero en estimar la masa del Sol. En su Philosophiæ Naturalis Principia Mathematica hizo una estimación que corrigió a un valor más acertado en la tercera edición de su obra.
La masa original del Sol en el momento en que alcanzó la secuencia principal sigue sin conocerse. El Sol inicial tenía tasas de pérdida de masa mucho más altas que en la actualidad. Así, se estima que en el transcurso de su existencia desde su ignición ha perdido entre el 1 y 7 % de su masa original.
Hasta hace poco, no se conocían con precisión ni la unidad astronómica de longitud ni la constante de gravitación. Sin embargo, la determinación de la masa relativa de otro planeta del Sistema Solar o de una estrella binaria en «unidades de masas solares» no depende de estas constantes poco precisas; así que era útil expresar estas masas en unidades de masa solar (véase la constante gravitacional gaussiana). En la actualidad, la unidad astronómica de longitud sí ha sido medida de forma precisa usando técnicas de radar interplanetario y también G está bien determinada, pero la masa solar se mantiene como una de las convenciones históricas de la astronomía y los artículos la usan con frecuencia.[cita requerida]